# Lisa Appignanesi
Lisa Appignanesi, ur. jako Elżbieta Borensztejn, ps. „Jessica Ayre” (ur. 4 stycznia 1946 w Łodzi) – kanadyjsko-brytyjska pisarka, producentka filmowa pochodzenia żydowskiego.

## Życiorys
Urodziła się w Łodzi. W dzieciństwie przeprowadziła się z rodzicami do Paryża, a w 1951 do Kanady, początkowo mieszkała w Laurentian, a następnie w Montrealu. Ukończyła Uniwersytet McGilla (1967) następnie publikowała dla Centre for Community Research w Nowym Jorku (1970–1971) i wykładała studia europejskie na University of Essex. Była współzałożycielką i dyrektorką redakcji Writers and Readers Publishing Cooperative. W latach 80. XX w. była zastępcą dyrektora Institute of Contemporary Arts w Londynie, a także założycielką telewizji Institute of Contemporary Arts, w ramach której zajmowała się produkcją filmów. Od 1990 roku poświęciła się pisarstwu. Była wiceprezesem (2004–2008), a następnie prezesem English PEN (2008–2010), w ramach działalności w organizacji prowadziła kampanię „Free Expression is No Offence Campaign” przeciwko Ustawie o nienawiści rasowej i religijnej (2006) ograniczającej wolność swobody wypowiedzi. Była przewodniczącą Rady Powierniczej Muzeum Freuda w Londynie, przewodniczącą Rady Royal Society of Literature (od 2016). Pracuje na stanowisku profesora wizytującego w dziedzinie literatury i humanistyki medycznej w King’s College London. 

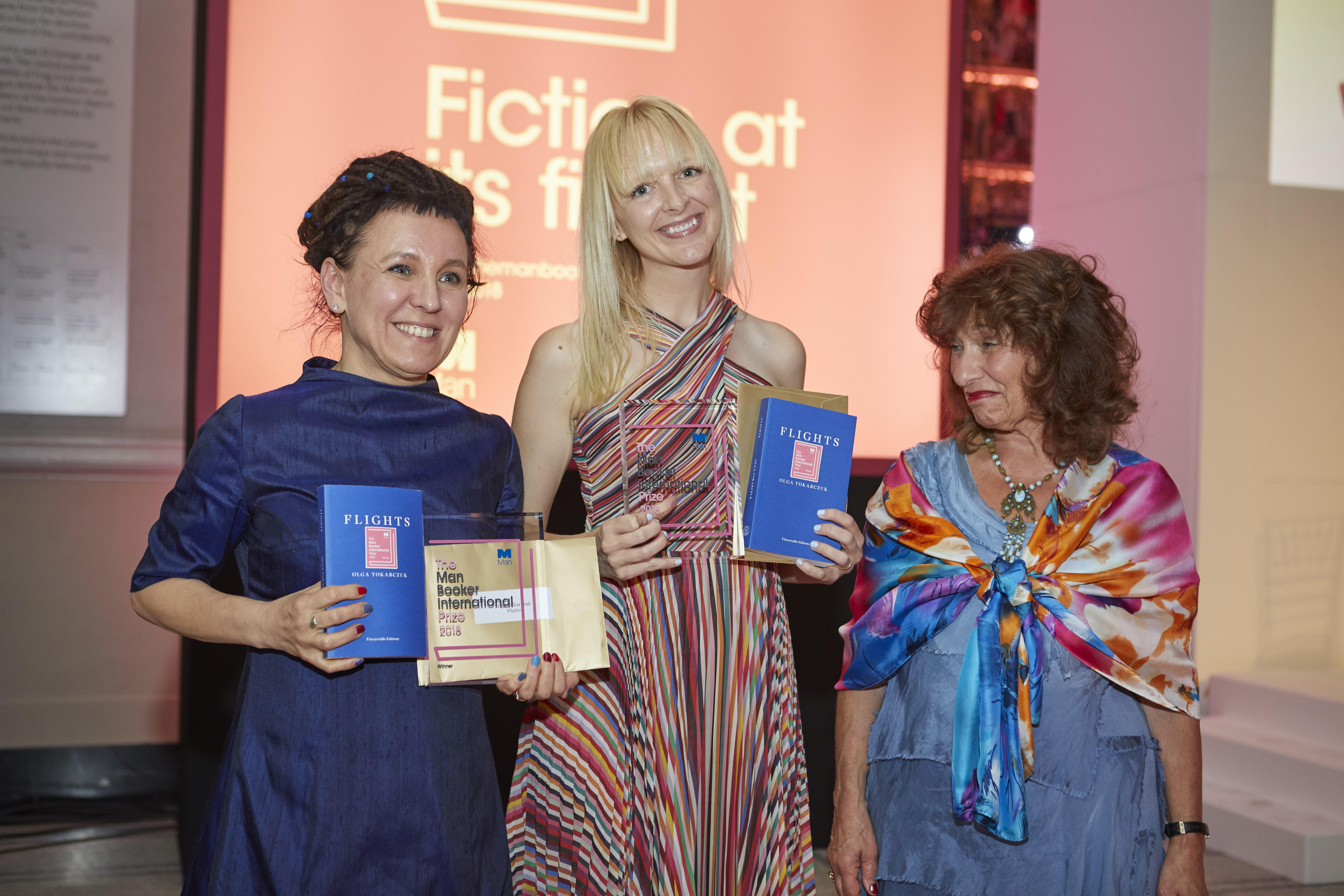
Olga Tokarczuk, Jennifer Croft, Lisa Appignanesi, przewodnicząca Nagrody Man Booker (2018)

Jest autorką pamiętników i powieści, a także przekładów z języka francuskiego i włoskiego na angielski. Publikuje na łamach czasopism takich jak: „The Guardian”, „The Independent”, „The Observer” i „The New York Review of Books”, „The Telegraph” oraz zajmuje się produkcją filmów oraz programów radiowych dla BBC Radio 4. Była jurorką w wielu konkursach literackich, w tym przewodniczącą jury International Booker Prize (2018). Jej książki były tłumaczone na wiele języków. Po polsku ukazały się m.in. „Kobiety Freuda”, „Żegnając umarłych. Pamiętnik rodzinny” oraz „Kabaret”.

### Życie prywatne
Mieszka w Londynie. Pochodzi z rodzina żydowskiej. Jest córką Aarona i Heny Borensztejnów. W latach 1967–1984 jej mężem był pisarz Richard Appignanesi, z którym ma syna, reżysera filmowego Josha Appignanesiego (ur. 1975). Z Johnem Forresterem ma córkę, Katrinę Forrester, badaczkę historii współczesnej myśli politycznej.

## Odznaczenia
- 2004: Kawaler Orderu Sztuki i Literatury[7]
- 2013: Order Imperium Brytyjskiego IV klasy za zasługi dla literatury[1]

## Nagrody i wyróżnienia
- 2004: Nagroda Scott Moncrieff Prize(inne języki) za przekład z francuskiego na angielski The Year is 42 Nelli Bielski(inne języki)[8][5]
- 2005: Nagroda Holocaust Literature Award za The Memory Man
- 2005: Nominacja do Nagrody Commonwealth Writers' Prize(inne języki)za The Memory Man[9]
- 2009: Nagroda Brytyjskiego Stowarzyszenia Medycznego za Szalone, złe i smutne[1]

## Książki
- Edgar Allan Poe’s Vision, McGill University, 1967
- The Language of Trust: Dialogue of the Generations, Science House, 1971, ISBN 978-0-87668-049-0 (współautorzy: Douglas Holmes, Monica Bychowski Holmes)
- Feminity and the creative imagination: a study of Henry James, Robert Musil and Marcel Proust, Vision Press, 1973
- Cabaret, Random House, Incorporated, 1984, ISBN 978-0-394-53876-1, wydana w Polsce jako: Kabaret, Państwowy Instytut Wydawniczy, 1990, ISBN 978-83-06-01622-2.
- The Real Me:post Modernism & Question of Identity, Institute of Contemporary Arts, 1987
- Dismantling Truth: Reality in the Postmodern World, Weidenfeld and Nicolson, 1989
- Memory and Desire, Penguin Group (USA) Incorporated, kwiecień 1993, ISBN 978-0-451-17553-3.
- Freud’s Women: Family, Patients, Followers, Basic Books, 3 maja 1994, ISBN 978-0-465-02564-0 (współautor: John Forrester)
- Dreams of Innocence, HarperCollins, 1994, ISBN 978-0-00-224164-9.
- A Good Woman, McArthur, 1999, ISBN 978-1-55278-070-1.
- The Things We Do for Love, HarperCollins, 1998, ISBN 978-0-00-649670-0.
- Losing the Dead: A Family Memoir, McArthur, 1999, ISBN 978-0-70-116854-4, wydana w Polsce jako: Żegnając umarłych: pamiętnik rodzinny, Wydawnictwo Literackie, 2007, ISBN 978-83-08-03934-2.
- The Dead of Winter, McArthur, 1999, ISBN 978-1-55278-069-5.
- Sanctuary, McArthur, 2000, ISBN 978-1-55278-134-0.
- Paris Requiem, McArthur, 2002, ISBN 978-1-55278-298-9.
- Kicking Fifty, McArthur, 2003, ISBN 978-1-55278-378-8.
- The Cabaret, Yale University Press, 2004, ISBN 978-0-300-10580-3.
- The Memory Man, Arcadia, 2004, ISBN 978-1-900850-89-6.
- Free Expression is No Offence: An English Pen Book, Penguin Books Limited, 24 listopada 2005, ISBN 978-0-14-191303-2.
- Unholy Loves, McArthur, 2006, ISBN 978-1-55278-594-2, w Wielkiej Brytanii wydana jako Sacred Ends, Arcadia Books Limited, 2014, ISBN 978-1-909807-58-7.
- Simone de Beauvoir, Haus Publishing, 1 września 2008, ISBN 978-1-912208-86-9.
- Mad, Bad and Sad: A History of Women and the Mind Doctors from 1800 to the Present, Virago, 2008, ISBN 978-1-84408-233-9, wydana w Polsce jako: Szalone, złe i smutne: kobiety i psychiatrzy, Wydawnictwo Marginesy, 2021, ISBN 978-83-66671-15-7.
- All About Love: Anatomy of an Unruly Emotion, Little, Brown Book Group, 7 kwietnia 2011, ISBN 978-0-7481-2915-7.
- Love Is All You Really Need: From the Greeks to the Present Day, Little, Brown Book Group Limited, 2011, ISBN 978-1-84408-590-3.
- Fifty Shades of Feminism, Little, Brown Book Group, 28 marca 2013, ISBN 978-1-4055-2574-9 (współautorki: Susie Orbach i Rachel Holmes)
- Trials of Passion: Crimes in the Name of Love and Madness, Little, Brown Book Group, 3 kwietnia 2014, ISBN 978-1-4055-1577-1.
- Gone to Ground, W. F. Howes Limited, 11 stycznia 2015, ISBN 978-1-5100-1237-0 (współautorzy: Marie Simon, Hermann Simon)
- Refugee Tales: Volume III, Comma Press, 27 czerwca 2019, ISBN 978-1-912697-12-0 (współautorzy: Monica Ali, David Constantine)

### Jako Jessica Ayre
- Not to Be Trusted, Harlequin Enterprises ULC, 1982, ISBN 978-0-373-02504-6.
- One-man Woman, Mills & Boon Limited, 1982, ISBN 978-0-263-10168-3.
- Hard to Handle, Harlequin Enterprises ULC, 1984, ISBN 978-0-373-02599-2
- New Discovery: By Jessica Ayre, Harlequin Mills & Boon, Limited, 1984, ISBN 978-0-263-74551-1.
- Everyday madness: on grief, anger, loss and love, London: 4th Estate, 2018, ISBN 978-0-00-830030-2.

## Tłumaczenia
- Latifa, Chékéba Hachemi(inne języki), My Forbidden Face – Latifa,  2002, ISBN 978-1-86049-956-2.
- Nella Bielski(inne języki), The year is '42, wyd. 1st American ed, New York: Pantheon Books, 2004, ISBN 978-0-375-42286-7.